# Шандор Бардоші
Ша́ндор Іштван Ба́рдоші (угор. Bárdosi Sándor István; нар. 29 квітня 1977, Будапешт) — угорський борець греко-римського та вільного стилів, бронзовий призер чемпіонату світу з греко-римської боротьби, бронзовий призер чемпіонату Європи з греко-римської боротьби, срібний призер Олімпійських ігор з греко-римської боротьби.

## Біографія
Боротьбою почав займатися з 1985 року. Чемпіон Європи (1995) та світу (1997) з греко-римської боротьби серед юніорів. Віце-чемпіон Європи з вільної боротьби серед юніорів 1995 року. Бронзовий призер чемпіонату світу з греко-римської боротьби серед кадетів 1993 року. Виступав за борцівський клуб «Vaci Formas SE» з Будапешта.

## Виступи на Олімпіадах
| Змагання                    | Збірна   | Вагова категорія | Місце  |
| --------------------------- | -------- | ---------------- | ------ |
| Літні Олімпійські ігри 2000 | Угорщина | 85 кг            | Срібло |

## Виступи на Чемпіонатах світу
| Змагання                        | Збірна   | Вагова категорія | Місце  |
| ------------------------------- | -------- | ---------------- | ------ |
| Чемпіонат світу з боротьби 2001 | Угорщина | 85 кг            | 5      |
| Чемпіонат світу з боротьби 2002 | Угорщина | 84 кг            | 16     |
| Чемпіонат світу з боротьби 2005 | Угорщина | 84 кг            | Бронза |
| Чемпіонат світу з боротьби 2006 | Угорщина | 84 кг            | 14     |

## Виступи на Чемпіонатах Європи
| Змагання                         | Збірна   | Вагова категорія | Місце  |
| -------------------------------- | -------- | ---------------- | ------ |
| Чемпіонат Європи з боротьби 2001 | Угорщина | 76 кг            | 8      |
| Чемпіонат Європи з боротьби 2002 | Угорщина | 84 кг            | 5      |
| Чемпіонат Європи з боротьби 2003 | Угорщина | 74 кг            | 13     |
| Чемпіонат Європи з боротьби 2004 | Угорщина | 84 кг            | Бронза |
| Чемпіонат Європи з боротьби 2005 | Угорщина | 84 кг            | 5      |
| Чемпіонат Європи з боротьби 2006 | Угорщина | 84 кг            | 8      |

## Виступи на Кубках світу
| Змагання                    | Збірна   | Вагова категорія | Місце |
| --------------------------- | -------- | ---------------- | ----- |
| Кубок світу з боротьби 2006 | Угорщина | 84 кг            | 6     |

## Виступи на інших змаганнях
| Змагання                                 | Збірна   | Вагова категорія | Місце |
| ---------------------------------------- | -------- | ---------------- | ----- |
| Олімпійський кваліфікаційний турнір 2000 | Угорщина | 85 кг            | 5     |
| Олімпійський кваліфікаційний турнір 2000 | Угорщина | 85 кг            | 6     |
| Олімпійський кваліфікаційний турнір 2000 | Угорщина | 85 кг            | 5     |
| Олімпійський кваліфікаційний турнір 2000 | Угорщина | 85 кг            | 11    |
| Олімпійський кваліфікаційний турнір 2004 | Угорщина | 74 кг            | 14    |
| Гран-прі Німеччини з боротьби 2005       | Угорщина | 84 кг            | 13    |